# 폴 디애노
폴 디애노(Paul Di'Anno, 본명은 폴 앤드류스(Paul Andrews), 초기 예명은 폴로 베이아노(Paulo Baiano), 1958년 5월 17일 ~ 2024년 10월 21일)는 영국의 싱어송라이터이다.

## 생애
그는 영국 잉글랜드 지방 런던 시티 웨스트 햄 구역에서 출생하였고 지난날 한때 영국 잉글랜드 지방 에식스주 첼름스퍼드에서 잠시 유아기를 보낸 적이 있으며 영국 잉글랜드 지방 런던 시티 칭포드 구역에서 성장하였다.
그는 1978년 록 음악 밴드 "아이언 메이든"의 보컬리스트 첫 데뷔를 하였고 1984년 솔로 가수 데뷔하였으며 1985년 프로젝트 록 음악 밴드 "고그마고그"의 보컬리스트로도 활동한 바 있다.

## 유명세
그는 보통적으로 대한민국 국내에서는 미국 록 음악 밴드 "와일드 체리(Wild Cherry)"의 《Play that funky music》이라는 곡을 리메이크한 가수로도 널리 잘 알려져 있다.

## 같이 보기
- 블레이즈 베일리